# Warnings/Promises
Warnings/Promises è il quarto album in studio del gruppo musicale rock scozzese Idlewild, pubblicato nel 2005.

## Tracce
1. Love Steals Us from Loneliness – 3:12
2. Welcome Home – 3:15
3. I Want a Warning – 3:35
4. I Understand It – 3:20
5. As if I Hadn't Slept – 3:36
6. Too Long Awake – 3:07
7. Not Just Sometimes but Always – 3:33
8. The Space Between All Things – 4:12
9. El Capitan – 3:57
10. Blame It on Obvious Ways – 3:24
11. Disconnected – 3:51
12. Goodnight + Too Long Awake (reprise) (traccia nascosta) – 8:06

## Formazione
Gruppo
- Roddy Woomble - voce
- Rod Jones - chitarra, voce
- Allan Stewart - chitarra
- Colin Newton - batteria, percussioni
- Gavin Fox - basso, voce

Altri musicisti
- Inara George - voce (1,3,6,12)
- Greg Leisz - pedal steel guitar (5,11)
- Paul Maroon - piano (9)